# Tessaliotide
La Tessaliotide (in greco: Θεσσαλιώτις; in latino: Thessaliotis) è stata una delle quattro regioni storiche della Tessaglia. Costituiva una delle quattro tetrarchie e, come si deduce anche dal nome, era la più importante e costituiva il nucleo dei tessali.
La regione fu assoggettata dalla Macedonia fin dal IV secolo a.C.. Divenne indipendente nel 196 a.C., dopo la disfatta macedone nella battaglia di Cinocefale e la dichiarazione di indipendenza della Grecia fatta da Tito Quinzio Flaminino ai Giochi Istmici di Corinto. Nel 146 a.C. entrarono ufficialmente a parte della Repubblica romana e furono uniti alla Tessaglia.